# 栃木市立寺尾南小学校
栃木市立寺尾南小学校（とちぎしりつ てらおみなみしょうがっこう）は、栃木県栃木市尻内町にあった公立小学校。

## 沿革
- 2014年3月 - 栃木市立寺尾中央小学校と統合し、栃木市立寺尾小学校となる[1]。

## 学区
旧寺尾村域の南部に相当する地区が寺尾南小学校の学区となっている。
- 尻内町
- 梅沢町の一部

## 周辺
- 栃木警察署尻内町駐在所
- 尻内橋